# Шарыгин, Владимир Александрович
Владимир Александрович Шарыгин (20 июня 1930, теперь Российская Федерация — 12 февраля 2012) — советский военный деятель, генерал-лейтенант, начальник Политуправления Киевского военного округа. Депутат Верховного Совета УССР 11-го созыва (с 1988 года). Член ЦК КПУ в 1990 — 1991 г.

## Биография
С 1948 года служил в Советской армии.
Член КПСС с 1953 года.
Окончил Военно-политическую академию имени Ленина.
Работал политработником в воинских частях, возглавлял политические отделы военных соединений.
В 1974 — 1979 г. — 1-й заместитель начальника Политического управления Северной группы советских войск.
В сентябре 1982 — декабре 1984 г. — член Военного Совета — начальник Политического управления Краснознаменного Уральского военного округа.
В июне 1987 — апреле 1991 г. — член Военного Совета — начальник Политического управления Краснознаменного Киевского военного округа.
Затем — в отставке. На пенсии в городе Киеве. Был председателем совета Киевской городской организации ветеранов.
Похоронен на Байковом кладбище.

## Звание
- генерал-майор (1976)
- генерал-лейтенант (1980)

## Награды
- ордена
- орден «За заслуги» 3-й ст. (27.03.1997)
- медали